# Tapirira cyrtocarpa
Tapirira cyrtocarpa är en sumakväxtart som beskrevs av Benth. & Hook. f. och William Botting Hemsley. Tapirira cyrtocarpa ingår i släktet Tapirira och familjen sumakväxter. Inga underarter finns listade i Catalogue of Life.